# Либе (яхта)
«Либе» или «Любовь» — парусная яхта Балтийского флота России, строившаяся в Воронеже, а спущенная на воду в Санкт-Петербурге, в некоторых источниках числится в составе Азовского флота.

## Описание судна
Парусная яхта с деревянным корпусом, построенная по чертежам Петра I.

## История службы
Парусная яхта «Либе» была заложена на стапеле Воронежского адмиралтейства в 1702 году, после изготовления основных деталей яхты, они по частям были перевезены в Санкт-Петербург, где уже в Санкт-Петербургском адмиралтействе она была собрана и после спуска на воду 23 мая (3 июня) 1706 года вошла в состав Балтийского флота России. Строительство яхты по чертежам Петра Михайлова вели кораблестроители Ф. М. Скляев и Г. А. Меншиков.